# سكوت جونسون (مدرب رياضي)
سكوت جونسون (بالإنجليزية: Scott Johnson)‏ هو مدرب رياضي أسترالي، ولد في 19 أغسطس 1962 في سيدني في أستراليا.

## وصلات خارجية
- سكوت جونسون عل موقع إسبنسكروم (الإنجليزية)